# Mazda EZ-6

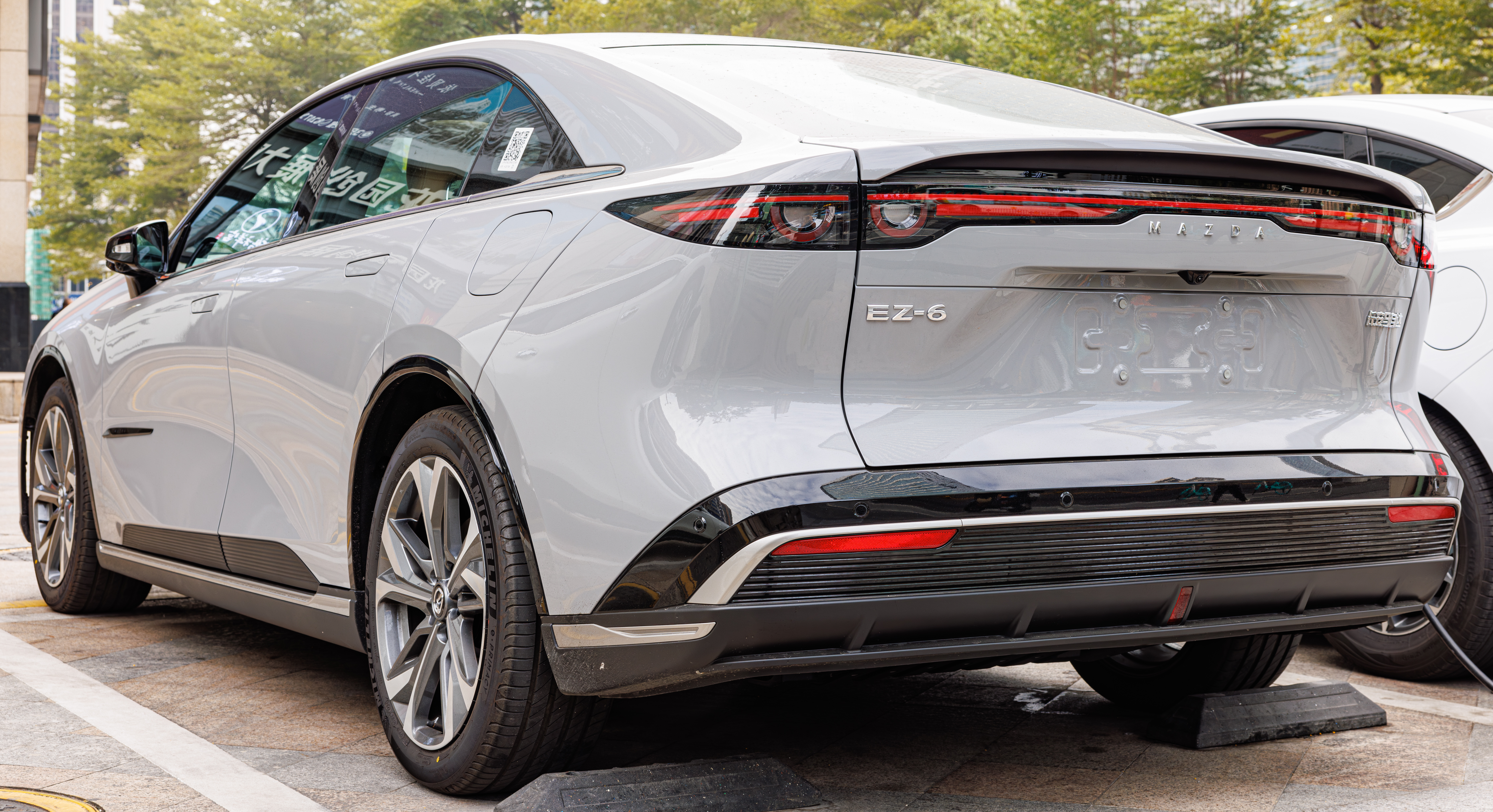
Вид сзади

Mazda EZ-6 — среднеразмерный гибридный автомобиль и электромобиль, выпускаемые с 2024 года совместным предприятием Changan Mazda.

## Описание
Впервые Mazda EZ-6 был представлен в апреле 2024 года на Пекинском автосалоне. Он разработан совместно с китайским предприятием Changan Automobile и использует платформу EPA1, на которой также выпускается Deepal SL03.
Продажи автомобиля начались в середине 2024 года. EZ-6 выпускается в виде гибридного автомобиля или же электромобиля.
Конкурентом является Tesla Model 3.